# Bronisław Zamiara
Bronisław Feliks Zamiara (ur. 20 maja 1896 w Poznaniu, zm. 15 lutego 1954 w Bydgoszczy) – porucznik Wojska Polskiego, kawaler Orderu Virtuti Militari.

## Życiorys
Urodził się 20 maja 1896 w Poznaniu, w rodzinie Ignacego (1861–1913) i Marianny z Woźniaków (ur. 1860). Brat Czesława (ur. 1898) i Waleriana (1902–1927). Uczeń gimnazjum, po ukończeniu którego pracował w fabryce. Podczas pracy dalej uzupełniał swoje wykształcenie. Dzięki swojemu wysiłkowi ukończył szkołę handlową. Od 14 sierpnia 1916 służył w wojsku niemieckim na froncie rosyjskim. W Poznaniu od 9 listopada 1918 współtworzył Tajny Sztab Wojskowy, a od 27 listopada brał czynny udział w walkach podczas powstania wielkopolskiego. W wojsku wielkopolskim współorganizował intendenturę, a w styczniu 1919 odkomenderowany został do sztabu Dowództwa Generalnego Wojsk Wielkopolskich frontu północnego. W dowództwie 2 Dywizji Strzelców Wielkopolskich był od lipca 1919 szefem adiutantury.
W czerwcu 1920 skierowany na front podczas wojny polsko-bolszewickiej. Brał udział w walkach pod Berezyną, podczas których, 5 lipca, doznał trwałego uszczerbku na zdrowiu. Za uczestnictwo w nich otrzymał Krzyż Srebrny Orderu Virtuti Militari. Przeniesiony do rezerwy w październiku 1921 w stopniu porucznika. Zamieszkał w Bydgoszczy, gdzie podjął pracę. Był właścicielem hurtowni olejów mineralnych (paliw). Ponadto był radcą Gdyńskiej Izby Przemysłowo-Handlowej, ławnikiem Sądu Pracy w Bydgoszczy (1938).
Podczas okupacji niemieckiej wyjechał do Warszawy, gdzie się ukrywał. Do Bydgoszczy wrócił w 1945, gdzie zmarł w 1954.
Od 1927 żonaty z Marią Nylk. Mieli synów Bogdana i Romana oraz córki Barbarę i Krystynę.

## Ordery i odznaczenia
- Krzyż Srebrny Orderu Virtuti Militari nr 3837[5]
- Krzyż Niepodległości (9 listopada 1932)[6]
- Krzyż Walecznych (dwukrotnie)[1]
- Srebrny Krzyż Zasługi[1]
- Medal Pamiątkowy za Wojnę 1918–1921[1]